# Hustlin'
Singles de Rick Ross
Push It
(2006)
Hustlin' (Racolage en français) est une chanson du rappeur de Miami Rick Ross. C'est le tout premier single de l'artiste, il est extrait de l'album Port of Miami. Les deux rappeurs américains Jay-Z et Young Jeezy font partie du remix officiel de cette chanson, qui est aussi présent sur l'album. Le morceau apparaît également remixé sur la mixtape du rappeur Lil Wayne Dedication 2, remixé par DJ Drama. Un remix non officiel a été faite avec plusieurs autres artistes comme  Lil Wayne, Z-Ro, Jay-Z, T.I., Busta Rhymes, Remy Ma, Young Jeezy et Lil' Flip. Un autre remix non officiel a été divulgué avec un couplet du rappeur Booba présent sur la mixtape Autopsie Vol. 2.
Le titre est présent dans Grand Theft Auto IV, lors d'un spectacle de Katt Williams visible au Split SIides.

## Classement
| Classement (2006)          | Meilleure position |
| -------------------------- | ------------------ |
| États-Unis (Hot 100)       | 54                 |
| États-Unis (Digital Songs) | 39                 |